# Еббівіль (Південна Кароліна)
Еббівіль (Abbeville) — місто в США на північному заході штату Південна Кароліна, адміністративний центр однойменного округу. 5,8 тис. жителів (2000). Названий французькими мігрантами на честь міста в Північній Франції. Торговий центр. Текстильна промисловість, зерноводство, виробництво бавовняної олії.